# Petrosaviaceae
A Petrosaviaceae egy egyszikű növénycsalád neve. A rendszerezők kis része ismerte el ezt a családot, az ide tartozó növényeket leggyakrabban a Liliaceae családba sorolták.
A 2003-ban megjelent APG II-rendszer elismeri a családot, bár rendbe nem sorolja. Ebben eltér az eredeti APG-rendszertől, ami a családba tartozó két nemzetséget (Japanolirion és Petrosavia) külön családokként írja le. A 2009-es APG III-rendszer már saját rendbe sorolja a családot.
A Japanolirion nemzetségbe egyetlen faj, a Petrosavia-ba három faj tartozik. Mindkét nemzetség növényei csak nagy magasságokban találhatók meg; pollenjük monoszulkát.

## Fordítás
- Ez a szócikk részben vagy egészben a Petrosaviaceae című angol Wikipédia-szócikk ezen változatának fordításán alapul.  Az eredeti cikk szerkesztőit annak laptörténete sorolja fel. Ez a jelzés csupán a megfogalmazás eredetét és a szerzői jogokat jelzi, nem szolgál a cikkben szereplő információk forrásmegjelöléseként.